# عين قينيا
عين قينيا هي قرية فلسطينية صغيرة تقع على بعد 6 كيلومترات شمال غرب رام الله وهي تتبع محافظة رام الله والبيرة. بلغ عدد سكانها 721 نسمة عام 2017  وقد وجدت عين قينيا منذ عهد الحكم الروماني في فلسطين. القرية صغيرة جداً ولا يوجد بها مباني أو مؤسسات عامة، وتديرها لجنة تنمية محلية. عين قينيا مشهورة لكونها مكان للتنزه في فصل الربيع والخريف. 
تنظم مسيرة سنوية في 4 مارس من رام الله إلى عين قنيا احتفالًا بالربيع. 

## الموقع
تبعد عين قينيا (أفقيا) قرابة 5.5 كم غرب رام الله. يحدها من الشرق مدينة رام الله، المزرعة القبلية من الشمال، الجانية ودير ابزيع من الغرب، وعين عريك وبيتونيا من الجنوب. 

## التاريخ
تم اكتشاف مقبرة من العصر البرونزي المتوسط في عام 1934. تم العثور على شقف فخارية من الفترة الهلنستية والأموية / العباسية .
عرفت عين قينيا تقليدياً ب Ainqune خلال الفترة الصليبية، وهي واحدة من الإقطاعات التي قدمها الملك جودفري إلى كنيسة القبر المقدس.  ومع ذلك، يقول فينكلشتاين أنه يجب إعادة النظر في هذا التعريف.  تم العثور على شقف فخارية من العصر المملوكي أيضا. 

### العصر العثماني
في عام 1517 ، تم ضم القرية إلى الإمبراطورية العثمانية مع باقي فلسطين، وفي السجلات الضريبية لعام 1596 ، ظهرت على أنها ناحية في لواء القدس. كان عدد السكان 32 أسرة، جميعهم مسلمون. وقد دفعوا ضريبة بنسبة 33.3٪ على المنتجات الزراعية، والتي شملت القمح والشعير والمحاصيل الصيفية وأشجار الزيتون وكروم العنب وأشجار الفاكهة والماعز وخلايا النحل. ما مجموعه 4,760 آقجة.

في عام 1838 ، أشير إلى عين قينيا كقرية مسلمة، تقع في منطقة بني حارث، شمال القدس. 
وأظهرت قائمة قروية رسمية من حوالي عام 1870 أن عين كينا كان بها 54 منزلاً وعدد سكانها 205 نسمة، على الرغم من أن عدد السكان كان يشمل الرجال فقط. 
في عام 1882 وصف مسح صندوق الاستكشاف الفلسطيني لفلسطين الغربية عين كنيا بأنها «قرية متوسطة الحجم على قمة جبل».
في عام 1896 ، قدر عدد سكان عين كينيا بحوالي 135 شخصًا 
في إحصائيات عام 1945 ، كان عدد السكان 100 نسمة جميعهم مسلمين، في حين بلغ إجمالي مساحة الأرض 2,494 دونمًا، وفقًا لمسح رسمي للأراضي والسكان. من هذا، تم تخصيص 1,276 للمزارع والأراضي المروية، 569 للحبوب، بينما تم تصنيف 19 دونما كمناطق مبنية. 

### عهد الانتداب البريطاني
في عام 1917 ، تم إجلاء معظم سكان القرية من قبل قوات الانتداب البريطاني للاشتباه في أن السكان قتلوا ضابطًا بريطانيًا وتم نقلهم إلى بيتونيا ويالو. في تعداد فلسطين لعام 1922 ، الذي أجرته سلطات الانتداب البريطاني، كان سكان عين قينيا يبلغ عددهم 56 نسمة، جميعهم مسلمون. وقد زاد هذا في تعداد عام 1931 إلى 83 ، لا يزال الجميع مسلمين، في ما مجموعه 26 منزلا. 
في إحصائيات عام 1945 ، كان عدد السكان 100 ، جميع المسلمين، في حين بلغ إجمالي مساحة الأرض 2,494 دونمًا، وفقًا لمسح رسمي للأراضي والسكان. من هذا، تم تخصيص 1,276 للمزارع والأراضي المروية، 569 للحبوب، بينما تم تصنيف 19 دونما كمناطق مبنية. 

### الحكم الأردني

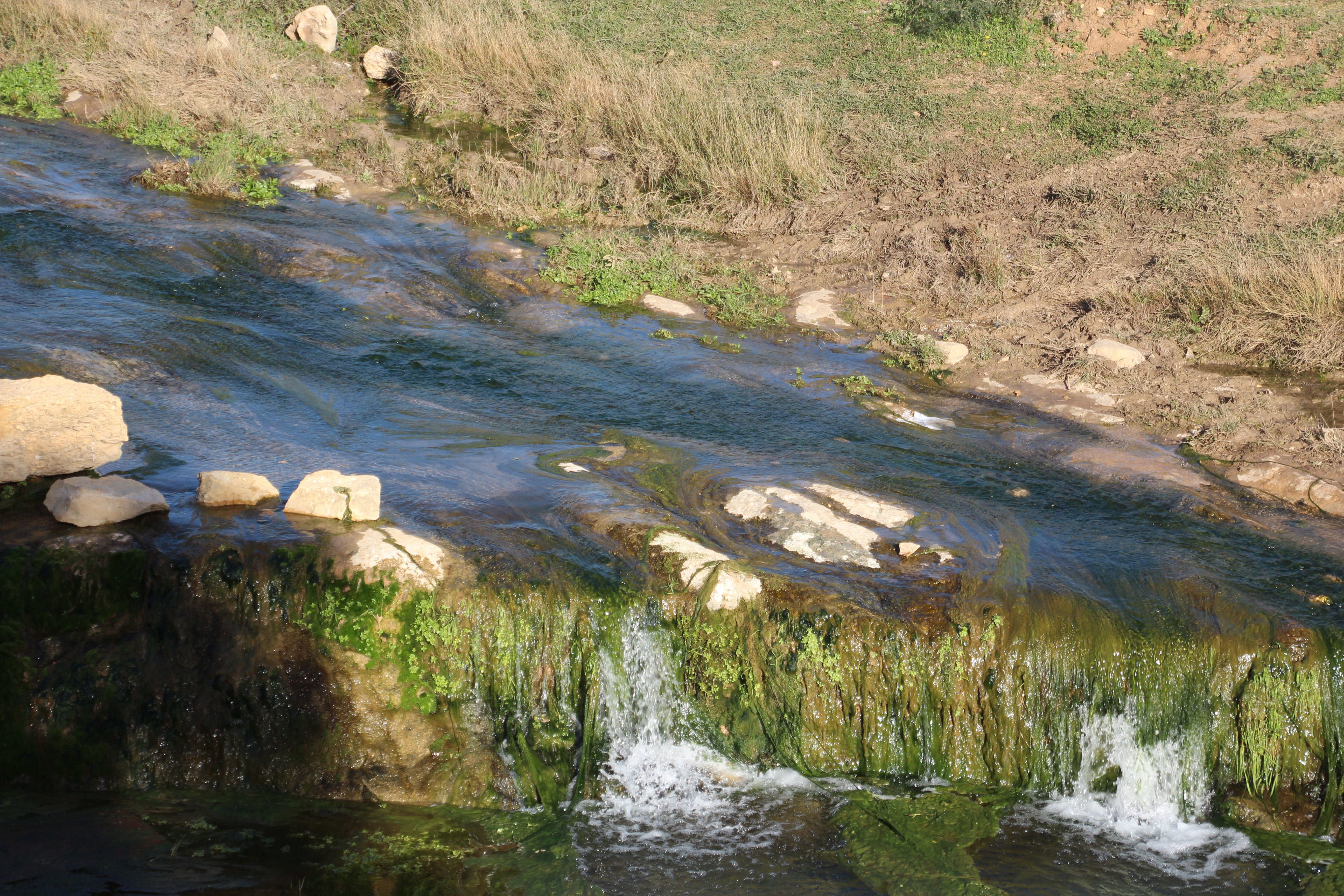
عين قينيا شمال رام الله

في أعقاب الحرب العربية الإسرائيلية عام 1948 ، وبعد اتفاقات الهدنة لعام 1949 ، خضعت عين قينيا للحكم الأردني.
وجد الإحصاء الأردني لعام 1961 عدد السكان 235 نسمة. 

### 1967 وبعده
بعد حرب الأيام الستة في عام 1967 ، وقعت عين قينيا تحت الاحتلال الإسرائيلي.
بعد اتفاقيات 1995 تم تعريف 12.1٪ من أراضي القرية على أنها أرضي تصنيف ب، بينما تم اعتبار النسبة المتبقية البالغة 87.9٪ على أنها المنطقة ج. صادرت إسرائيل 157 دونم من أراضي القرية من أجل بناء مستوطنة دولف الإسرائيلية، على الرغم من أن غالبية الأراضي التي صودرت إلى دوليف أخذت من
الجانية. 
في عام 1982، كان عدد السكان 101 نسمة، ثم بعد هجرة جماعية للفلسطينيين إلى عين قينيا، ارتفع عدد السكان إلى 464 نسمة في عام 1984. وفقا لمكتب الإحصاء المركزي الفلسطيني، في عام 2006 كان عدد سكانها 807 نسمة.  في إحصاء جهاز الإحصاء المركزي الفلسطيني لعام 2007 ، كان هناك 817 شخصًا يعيشون في القرية.